# Festivalul de Film de la Sitges
Festivalul de Film de la Sitges  (în catalană Festival Internacional de Cinema Fantàstic de Catalunya) este un festival spaniol de film  și unul dintre cele mai importante festivaluri internaționale specializate în filme de fantezie și horror. Fondat în 1968, festivalul are loc în fiecare an, de obicei la începutul lunii octombrie, în orașul de coastă Sitges, la 34 de kilometri vest - sud-vest de orașul Barcelona, Catalonia (Spania) ușor accesibil cu trenul.

## Câștigători
| An   | Cel mai bun film                           | Cel mai bun regizor                                                                 | Cel mai bun actor                                                                         | Cea mai bună actriță                                           |
| ---- | ------------------------------------------ | ----------------------------------------------------------------------------------- | ----------------------------------------------------------------------------------------- | -------------------------------------------------------------- |
| 1971 |                                            | Janusz Majewski (Lokis) și Michael Skaife (Necrophagus)                             | Vincent Price (The Abominable Dr. Phibes)                                                 | Youn Yuh-jung (Woman of Fire)                                  |
| 1972 | Incineratorul                              | Robert Mulligan (The Other)                                                         | Rudolf Hrusinsky (Incineratorul)                                                          | Geraldine Chaplin (Zero Population Growth)                     |
| 1973 |                                            | Juan Luis Buñuel (Au rendez-vous de la mort joyeuse)                                | Eugene Levy (Cannibal Girls)                                                              | Andrea Martin (Cannibal Girls)                                 |
| 1974 |                                            | Robert Fuest (Dr. Phibes Rises Again)                                               | Mark Burns (House of the Living Dead)                                                     | Cristina Galbó (Let Sleeping Corpses Lie)                      |
| 1975 |                                            | David Cronenberg (Shivers)                                                          | Paul Naschy (La Maldicion de la Bestia)                                                   | Lana Turner (Persecution)                                      |
| 1976 |                                            | Dario Argento (Profondo Rosso)                                                      | Peter Cushing (The Ghoul)                                                                 | Brenda Vaccaro (Death Weekend)                                 |
| 1977 |                                            | Dan Curtis (Burnt Offerings)                                                        | Burgess Meredith (Burnt Offerings)                                                        | Karen Black (Burnt Offerings)                                  |
| 1978 | Long Weekend                               | Richard Franklin (Patrick)                                                          | John Hargreaves (Long Weekend)                                                            | Camille Keaton (Day of the Woman)                              |
| 1979 |                                            | Juraj Herz (Panna a netvor)                                                         | Gerhard Olschewski (Der Mörder)                                                           | Lisa Pelikan (Jennifer)                                        |
| 1980 |                                            | Veljko Bulajic (The Man to Destroy)                                                 | Nicholas Worth (Don't Answer the Phone)                                                   | Cyd Hayman (The Godsend)                                       |
| 1981 |                                            | Walerian Borowczyk (Docteur Jekyll et les femmes)                                   | Mircea Bogdan (Povestea dragostei)                                                        | Linda Haynes (Human Experiments)                               |
| 1982 |                                            | Tony Williams (Next of Kin)                                                         | Richard Chamberlain (The Last Wave)                                                       | Annie McEnroe (Warlords of the 21st Century)                   |
| 1983 |                                            | Luc Besson (Le Dernier Combat)                                                      | Vincent Price, Christopher Lee, Peter Cushing, John Carradine (House of the Long Shadows) | Elizabeth Ward (Alone in the Dark)                             |
| 1984 | The Company of Wolves                      | Carl Schenkel (Abwärts)                                                             | Joe Morton (The Brother from Another Planet)                                              | Amy Madigan (Streets of Fire)                                  |
| 1985 | Re-Animator                                | Shuji Terayama (Farewell to the Ark)                                                | John Walcutt (Return)                                                                     | Lori Cardille (Day of the Dead)                                |
| 1986 | Blue Velvet                                | Sergei Parajanov, Dodo Abashidze (The Legend of the Suram Fortress)                 | Juanjo Puigcorbé (Més enllà de la passió)                                                 | Caroline Williams (The Texas Chainsaw Massacre Part 2)         |
| 1987 | A Hungarian Fairy Tale                     | Paul Verhoeven (RoboCop)                                                            | Michael Nouri (The Hidden)                                                                | Jill Schoelen (The Stepfather)                                 |
| 1988 | The Navigator: A Medieval Odyssey          | George A. Romero (Monkey Shines)                                                    | Grigory Gladiy (Otstupnik)                                                                | Kate McNeil (Monkey Shines)                                    |
| 1989 | Heart of Midnight                          | Peter Greenaway (The Cook, the Thief, His Wife & Her Lover)                         | Michael Gambon (The Cook, the Thief, His Wife & Her Lover), Nicolas Cage (Vampire's Kiss) | Rosanna Arquette (Black Rainbow)                               |
| 1990 | Henry: Portrait of a Serial Killer         | ex-aequo: Sam Raimi (Darkman), John McNaughton (Henry: Portrait of a Serial Killer) | Jeff Goldblum (Mister Frost)                                                              | Lindsay Duncan (The Reflecting Skin)                           |
| 1991 | Europa                                     | Jean-Pierre Jeunet, Marc Caro (Delicatessen)                                        | Dominique Pinon (Delicatessen)                                                            | Juliet Stevenson (Truly Madly Deeply)                          |
| 1992 | C'est arrivé près de chez vous             | Quentin Tarantino (Reservoir Dogs)                                                  | Benoît Poelvoorde (C’est arrivé près de chez vous)                                        | Joey Wang (A Chinese Ghost Story III)                          |
| 1993 | Orlando                                    | Dave Borthwick (The Secret Adventures of Tom Thumb)                                 | Federico Luppi (Cronos)                                                                   | Jennifer Ward-Lealand (Desperate Remedies)                     |
| 1994 | 71 Fragmente einer Chronologie des Zufalls | Scott McGehee, David Siegel (Suture)                                                | Santiago Segura (Justino)                                                                 | Jane Horrocks (Deadly Advice)                                  |
| 1995 | Citizen X                                  | Chris Gerolmo (Citizen X), Michael Almereyda (Nadja (film))                         | Stephen Rea (Citizen X)                                                                   | Bridget Fonda (Rough Magic)                                    |
| 1996 | The Pillow Book                            | Mohsen Makhmalbaf (Gabbeh)                                                          | James Woods (Killer: A Journal of Murder)                                                 | Melinda Clarke (Killer Tongue)                                 |
| 1997 | Gattaca                                    | Scott Reynolds (The Ugly)                                                           | Sam Rockwell (Lawn Dogs)                                                                  | Reese Witherspoon (Freeway)                                    |
| 1998 | Cube                                       | Michael Di Jiacomo (Animals with the Tollkeeper)                                    | Jared Harris (Trance)                                                                     | Évelyne Dandry (Sitcom)                                        |
| 1999 | Ringu                                      | Ben Hopkins (Simon Magus)                                                           | Noah Taylor (Simon Magus)                                                                 | Emma Vilarasau (The Nameless)                                  |
| 2000 | In the Light of the Moon                   | Geoffrey Wright (Cherry Falls)                                                      | Steve Railsback (In the Light of the Moon)                                                |                                                                |
| 2001 | Vidocq                                     | Brad Anderson (Session 9)                                                           | Eduard Fernández (Fausto 5.0)                                                             | Yūki Amami (Inugami)                                           |
| 2002 | Dracula: Pages From a Virgin's Diary       | David Cronenberg (Spider)                                                           | Jeremy Northam (Cypher)                                                                   | Angela Bettis (May)                                            |
| 2003 | Zatōichi                                   | Alexandre Aja (High Tension)                                                        | Robert Downey Jr. (The Singing Detective)                                                 | Cécile de France (High Tension)                                |
| 2004 | Oldboy                                     | Johnnie To (Breaking News)                                                          | Christian Bale (The Machinist)                                                            | Mónica López (El Habitante Incierto)                           |
| 2005 | Hard Candy                                 | Johnnie To (Election)                                                               | Lee Kang-sheng (The Wayward Cloud)                                                        | Lee Young-ae (Sympathy for Lady Vengeance)                     |
| 2006 | Requiem                                    | Martin Weisz (Grimm Love)                                                           | Thomas Kretschmann, Thomas Huber (Grimm Love)                                             | Sandra Hüller (Requiem)                                        |
| 2007 | The Fall                                   | Jaume Balagueró & Paco Plaza (REC)                                                  | Sam Rockwell for (Joshua)                                                                 | Manuela Velasco (REC)                                          |
| 2008 | Surveillance                               | Kim Jee-woon (The Good, the Bad, the Weird)                                         | Brian Cox (Red)                                                                           | Semra Turan (Fighter)                                          |
| 2009 | Moon                                       | Brillante Mendoza (Kinatay)                                                         | Sam Rockwell (Moon)                                                                       | Ex-aequo: Elena Anaya (Hierro) și Kim Ok-vin for (Thirst)      |
| 2010 | Rare Exports: A Christmas Tale             | Jalmari Helander (Rare Exports: A Christmas Tale)                                   | Patrick Fabian (The Last Exorcism)                                                        | Josie Ho (Dream Home)                                          |
| 2011 | Red State                                  | Julia Leigh (Sleeping Beauty)                                                       | Michael Parks (Red State)                                                                 | Brit Marling (Another Earth)                                   |
| 2012 | Holy Motors                                | Léos Carax (Holy Motors)                                                            | Vincent D'Onofrio (Chained)                                                               | Alice Lowe (Sightseers)                                        |
| 2013 | Borgman                                    | Navot Papushado, Aharon Keshales (Big Bad Wolves)                                   | Andy Lau (Blind Detective)                                                                | Juno Temple (Magic Magic)                                      |
| 2014 | I Origins                                  | Jonas Govaerts (Cub)                                                                | Nathan Phillips (These Final Hours), Kōji Yakusho (The World of Kanako)                   | Essie Davis (The Babadook), Julianne Moore (Maps to the Stars) |
| 2015 | The Invitation                             | S. Craig Zahler (Bone Tomahawk)                                                     | Joel Edgerton (The Gift)                                                                  | Pili Groyne (The Brand New Testament)                          |
| 2016 | Swiss Army Man                             | Yeon Sang-ho (Train to Busan)                                                       | Daniel Radcliffe (Swiss Army Man)                                                         | Sennia Nanua (The Girl with All the Gifts)                     |
| 2017 | Jupiter’s Moon                             | Coralie Fargeat (Revenge)                                                           | Rafe Spall (The Ritual)                                                                   | Marsha Timothy (Marlina The Murderer In Four Acts)             |
| 2018 | Climax                                     | Panos Cosmatos (Mandy)                                                              | Hasan Majuni (Pig)                                                                        | Andrea Riseborough (Nancy)                                     |
| 2019 | The Platform                               | Kleber Mendonça Filho & Juliano Dornelles (Bacurau)                                 | Miles Robbins (Daniel Isn't Real)                                                         | Imogen Poots (Vivarium)                                        |

## Legături externe
- Site web oficial
- Festivalul de Film de la Sitges la IMDb

## Vezi și
- 1968 în film